# 拓跋蓋
拓跋蓋，北魏追尊的第十一位始祖。為索頭部鮮卑族領袖，在位期間不詳，北魏道武帝拓跋珪稱帝時，追諡其為僖皇帝。
其事蹟不詳，僅《魏書·序記》記載其名，有研究認為，拓跋珪追尊的早期始祖，單名者大多為杜撰。
子
- 拓跋儈
- 拓跋之胤，后裔为河南叔孙氏